# 蘇拉威西葉龜
蘇拉威西葉龜（Leucocephalon yuwonoi），又名蘇拉威西地龜，白頭龜，是印尼苏拉威西岛特有的一種龜，為白頭龜屬的唯一一种。

## 保育狀況
其被列為《瀕危野生動植物種國際貿易公約》附錄二的物種，被限制出口及貿易。